# Voor een verloren soldaat
Voor een verloren soldaat (in inglese For a Lost Soldier) è un film del 1992 diretto da Roeland Kerbosch.
Il soggetto è tratto dall'omonimo romanzo autobiografico di Rudi van Dantzig. Racconta la storia di un ragazzino di 12 anni che, inviato lontano dai genitori in Frisia, si innamora di un soldato canadese verso la fine della seconda guerra mondiale.
È stato incluso ne L'elenco completo dei 25 film che ci hanno cambiato la vita della venticinquesima edizione del Torino GLBT Film Festival del 2010.

## Trama
Jeroen, un coreografo gay di mezza età, sta preparando un balletto per le celebrazioni del 40º anniversario della liberazione del territorio olandese per opera delle truppe angloamericane; cerca di esprimere i propri sentimenti attraverso questo lavoro e prova a trasmetterli anche ai giovani danzatori ricordando con affetto la storia che lo riguarda.
Rievocando il passato, torna al lontano inverno 1944-45, quando assieme ad altri coetanei maschi e femmine viene inviato dalla madre, che rimane a vivere ad Amsterdam, verso la campagna - per l'esattezza un paesino nei pressi della costa - e così sfuggire ai pericoli incombenti e alla penuria di beni di prima necessità per colpa della guerra. Adesso che il cibo è tornato ad essere disponibile la tessera annonaria non gli serve più; Jeroen ha 12 anni ed è andato ad abitare da una famiglia di pescatori di anguille, tutte brave persone buone, gentili e molto religiose. Il ragazzo però fatica ad ambientarsi e continua a soffrire acutamente di nostalgia.
Un giorno, assieme all'amico poco più grande Jan, decide di andare in direzione del mare per vedere un velivolo statunitense rovesciatosi ed abbandonato a poca distanza dalla riva. Jan prova a tuffarsi ma durante l'immersione si fa un brutto taglio alla coscia destra, tanto che entrambi immediatamente desistono dal proseguire le perlustrazioni subacquee. L'amico si trova già nell'età in cui sembra non interessarsi ad altro che alle belle ragazze e mentre se ne sta prono tutto nudo sulla spiaggia Jeroen lo sta ad osservare stranamente assorto.
Ma le cose improvvisamente cambiano quando il villaggio viene liberato dalle truppe canadesi; Jeroen fa così la conoscenza col sergente Walt, un militare poco più che ventenne il quale subito gli offre della cioccolata. Molto presto tra i due s'instaura una forte amicizia romantica. Inizialmente Walt tratta il ragazzino niente più che come un fratello minore ma, dopo essersi trovati assieme sotto la doccia ed aver dormito nello stesso letto, il loro rapporto assume anche un'evoluzione più sensuale, fintanto che non diviene una vera e propria relazione amorosa.
Jeroen impara così, sotto la guida amorevole di Walt, a guidare la jeep e a tenere pulite le armi del soldato. Il padre affidatario, pur consapevole dell'eccessiva - ai suoi occhi - vicinanza esistente tra il ragazzo e il giovane uomo, purtuttavia vedendo Jeroen esser estremamente tranquillo e sereno, non intraprende alcuna iniziativa nei confronti di Walt. Intanto in chiesa il parroco tuona conto le pericolose ed infernali tentazioni della carne e consiglia vivamente alle famiglie di tener le figlie chiuse a chiave in casa e ben lontane dai soldati venuti da oltreoceano e che hanno già portato in paese dei balli immorali in cui maschi e femmine stanno appiccicati.
Nonostante questo due tra i colleghi di Walt sono riusciti lo stesso ad instaurare una stretta amicizia con delle ragazze; la relazione tra Walt e Jeroen viene nel frattempo silenziosamente e con perfetta naturalezza accettata da tutti i commilitoni. Un giorno viene anche scattata una foto a tutta la famiglia che ospita il ragazzino, agli altri due soldati e alle loro ragazze: dietro, viene messo uno spaventapasseri con la piastrina identificativa di Walt appesa al collo.
Poco tempo dopo al plotone di Walt viene ordinato di mettersi nuovamente in marcia ed il soldato decide di andarsene senza dire nulla al suo giovanissimo amico, gli dona però i suoi occhiali da sole "rayban"; Jeroen, di nascosto, gli aveva già sottratto una fotografia dal portafoglio per poterla conservarla come un carissimo ricordo.
Venuto a sapere fortunosamente dalle due "sorelle adottive" che i soldati si apprestano alla partenza, Jeroen si precipita con la bicicletta al vecchio albergo in cui alloggiano; è però troppo tardi, la porta è già stata sprangata e la jeep e il camion militare scomparsi. Per ulteriore disgrazia, la foto del suo amato Walt conservata nel taschino della camicia, lasciata sotto acquazzone finisce in briciole.
Quella stessa notte, ricordandosi della targhetta rimasta appesa al collo dello spaventapasseri corre fuori in pigiama e a piedi scalzi nel tentativo di recuperarla, ma non fa in tempo in quanto un corvo gliela porta via: a Jeroen non rimane altro che gettarsi a terra e piangere disperato, tutto inzuppato dalla pioggia che scroscia. Il padre affidatario trovatolo accasciato ed in profondo stato di prostrazione, se lo prende in braccio e lo riconduce dentro casa. Ed ecco il giorno seguente tornare anche la madre di Jeroen: ora che la guerra è finita possono finalmente riunirsi di nuovo; l'affido familiare ha così termine.
Siamo nuovamente tornati negli anni '80 e continuano le prove per il balletto; ad un tratto l'assistente nonché cara amica di Jeroen, la quale è a conoscenza di tutta la storia, gli porge una busta: al suo interno l'uomo trova un ingrandimento della targhetta di Walt al collo dello spaventapasseri, tratta dalla vecchia foto conservata sempre gelosamente. Jeroen si rende conto che ora, con i suoi numeri identificativi, potrà ritrovare il carissimo soldato per così lungo tempo creduto irrimediabilmente perduto.

## Riconoscimenti
- 1993 - Torino Gay & Lesbian Film Festival
  - Miglior lungometraggio ex aequo con: חסד מופלא Hessed Mufla